# GFOTY
Полли-Луиза Салмон (англ. Polly-Louisa Salmon; род. 19 июля 1990 года), наиболее известна под псевдонимом GFOTY (сокращение от Girlfriend Of The Year) — британская поп-певица. C 2014 года выпускала свою музыку на лейбле PC Music, с 2020 состоит на лейбле Pretty Wavvy. Наиболее известными её работами изначально были миксы.

## Биография
GFOTY является дочерью бизнесмена Джеффа Салмона. Выросла в Лондоне. Её ранние песни «Take a Picture», записанная вместе с рэп-группой Serious Thugs и «Friday Night», которая представляет собой мрачно-комический взгляд на поп-клише о веселящихся подростках. Ремикс на «Friday Night» продюсера Sophie часто фигурировал в её же сетах.
В 2013 году на лейбле PC Music был выпущен дебютный сингл певицы «Bobby». Эта песня передаёт напрасные чувства после расставания. GFOTY использует приём spoken word поверх синтезированной стены звука. В марте 2014 года был выпущен релиз Secret Mix. Он включает в себя кавер-версии песен Селин Дион, Тони Брэкстон и Карли Саймон. Данный релиз удостоился звания «Лучший релиз 2014». Певица также появилась на записи арт-группы DIS Magazine, DISown  и участвовала в продвижении бренда Red Bull. Одним из первых ремиксов певицы стал «Don’t Wanna / Let’s Do It».

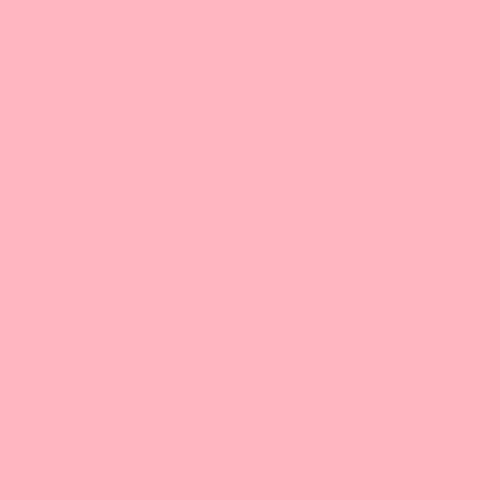
При написании песни «My Song» GFOTY вдохновлял цвет FFB6C1.

Исполнила вокальные партии к песне «Hard», би-сайду к синглу Софи — «Lemonade». В сентябре 2014 года продюсер Райан Хемсворт выпустил сборник/мини-альбом shh#ffb6c1 на своём лейбле Secret Songs. Он сотрудничал с GFOTY при записи трека «My Song». После этого она сотрудничала с другим исполнителем PC Music, Maxo на его песне «Not That Bad».
В Хэллоуин 2014 года, GFOTY появилась на одной сцене с A. G. Cook и Danny L Harle во время трансляции программы Dead or Alive. Шоу транслировалось в Великобритании, в Дании, В США и в Японии.
В 2015 году певица выпустила микс Cake Mix. Данный релиз состоит из «слащавых и жужжащих композиций». Микс включает в себя адаптацию сингла Питера Андре 1996 года, «Mysterious Girl» при участии Bubbler Ranx, а также кавер на сингл Blink-182 2000 года «All the Small Things». Её релиз Dog Food Mix 1 , записанный вместе с Spinee является переделкой ранних песен GFOTY. Выпуск второго микса состоялся в мае 2015 года. Тогда же планировался и выпуск полноценного альбома.
В марте 2015 года GFOTY выступила в Остине, в Техасе, США в рамках фестиваля SXSW. Её выступление получило восторженные отзывы от Exclaim, который назвал его «захватывающим», а Noisey написал следующее: «Когда я увидел GFOTY, то это по видимому стало самым лучшим, что мне удалось лицезреть за неделю: Я просто охренел. Я полюбил её. Я был просто в восторге». 8 мая 2015 года Даймонд выступила на BRIC House, в Бруклине, в Нью-Йорке в рамках мероприятия Red Bull Music Academy Festival.
В качестве повлиявшего на неё исполнителя GFOTY называет R. Kelly, называя его либо «самым умным парнем во Вселенной» либо «полным идиотом» и говорит следующее: «Но тем не менее я его люблю и не могу понять почему».

## Дискография

### Синглы и мини-альбомы
| 2013 | «Bobby»                                           | PC Music           |
| 2014 | «Don’t Wanna / Let’s Do It»                       | PC Music           |
| 2014 | «Christmas Day»                                   | PC Music           |
| 2015 | «USA»                                             | PC Music           |
| 2016 | «VIPOTY»                                          | PC Music           |
| 2017 | «GFOTYBUCKS»                                      | PC Music           |
| 2019 | «If You Think I'm a Bitch, You Should Meet GFOTY» | GIRLFRIEND RECORDS |
| 2019 | «Flippy Wonderland»                               | GIRLFRIEND RECORDS |
| 2020 | «Destroy You» (совместно с Shirobon)              | Hyperwave Records  |
| 2020 | «Ham Chunks and Wine»                             | Pretty Wavvy       |

### Миксы
| 2014 | PC Music x DISown Radio (при участии A. G. Cook, Danny L Harle, Lil Data, Nu New Edition и Канье Уэста) | PC Music |
| 2014 | Secret Mix                                                                                              | PC Music |
| 2015 | Cake Mix                                                                                                | PC Music |
| 2015 | Dog Food Mix 1 (вместе с Spinee)                                                                        | PC Music |
| 2015 | Dog Food Mix 2 (вместе с Spinee)                                                                        | PC Music |